# 'N Sync
'N Sync (ofte skrevet ⭐️NSYNC) var et amerikansk boyband dannet i 1995 i Orlando, Florida. Gruppens medlemmer var Lance Bass, JC Chasez, Joey Fatone, Chris Kirkpatrick og Justin Timberlake. Gruppen valgte i 2002 at gå på pause da Timberlake gerne ville udforske sine evner som solist, Timberlake fik samme år succes med debutpladen Justified der i 2004 medførte at han valgte at forlade NSYNC. Fatone, Bass, Kirkpatrick og Chasez fortsatte som gruppe frem til 2007 hvor NSYNC gik i endelig opløsning. Inden gruppen gik i opløsning i 2007 var der rygter om at NSYNC ville udgive deres første album siden Celebrity fra 2001, men yderligere blev ikke udgivet. Lance Bass skulle efterfølgende have udtalt at han følte sig "bidraget" over Timberlakes beslutning om at forlade gruppen og at Timberlake efterfølgende skulle have takket nej til at medvirke på et nyt NSYNC-album som også var grunden til at bandet endte med at gå i opløsning.
Den 25 August 2013 blev Fatone, Bass, Kirkpatrick, Chasez og Timberlake genforenet til en one/off-koncert til MTV Video Music Awards. for at optræde med sangene "Girlfriend" og "Bye Bye Bye"
I 2018 modtog NSYNC en stjerne på Walk of Fame i Hollywood for deres virken indenfor musikken. Timberlake, Bass, Fatone, Kirkpatrick og Chasez var til stede til indvielsen.
Den 14 April 2019 blev Chasez, Fatone, Bass og Kirkpatrick genforenet atter, for at udtræde med sangerinden Ariana Grande. De optrådte med sangene "Break Up with Your Girlfriend", "I'm Bored", "It Makes Me Ill" og "Tearin' Up My Heart". Timberlake var ikke til stede under denne genforening da han var i gang med at ligge sidste hånd på sin The Man of the Woods Tour natten før.
Albummet No String Attached solgte over en million eksemplarer den første dag, og 2,42 million den første uge.
Nsync er et slangord for ungdom og er desuden også en forkortelse for det sidste bogstav i hvert af medlemmernes navn (JustiN, ChriS, JoeY, JasoN (tidligere medlem. Senere blev Lance kaldt LansteN, så det stadig passede) og JC).

## Diskografi

### Studiealbums
- 'N Sync (1997)
- Home for Christmas (1998)
- No Strings Attached (2000)
- Celebrity (2001)

### Opsamlinger
- The Winter Album (1998)
- Greatest Hits (2005)
- The Collection (2010)
- The Essential *NSYNC (2014)

### Solo studiealbums
- Justified (2002, Timberlake)
- Schizophrenic (2004, Chasez)
- FutureSex/LoveSounds (2006, Timberlake)
- The Story of Kate (2007, Chasez-uugivet)
- The 20/20 Experience 1 of 2 (2013, Timberlake)
- The 20/20 Experience 2 of 2 (2013, Timberlake)
- Man of The Woods (2018, Timberlake)

## Filmografi
- Longshot (2000)
- On the Line (2001)
- Dead 7 (2016)

## Medlemmer
- JC Chasez (1995–2007)
- Chris Kirkpatrick (1995–2007)
- Joey Fatone (1995–2007)
- Lance Bass (1995–2007)

### Tidligere medlemmer
- Justin Timberlake (1995–2004)

## Turneer
- For the Girl Tour (1997)
- NSYNC in Concert (1998–2000)
- No Strings Attached Tour (2000)
- PopOdyssey Tour (2001)
- Celebrity Tour (2002)

### Som opvarmning
- The Velvet Rope Tour (Janet Jackson, 1998)